# Gymnopilus turficola
Gymnopilus turficola är en svampart som tillhör divisionen basidiesvampar, och som beskrevs av Meinhard (Michael) Moser och Heidi Ladurner. Gymnopilus turficola ingår i släktet Gymnopilus, och familjen Chromocyphellaceae. Arten har ej påträffats i Sverige.